# Општина Сарају (Констанца)
Сарају (рум. Saraiu) општина је у Румунији у округу Констанца.
Oпштина се налази на надморској висини од 24 m.